# Heike Trinker

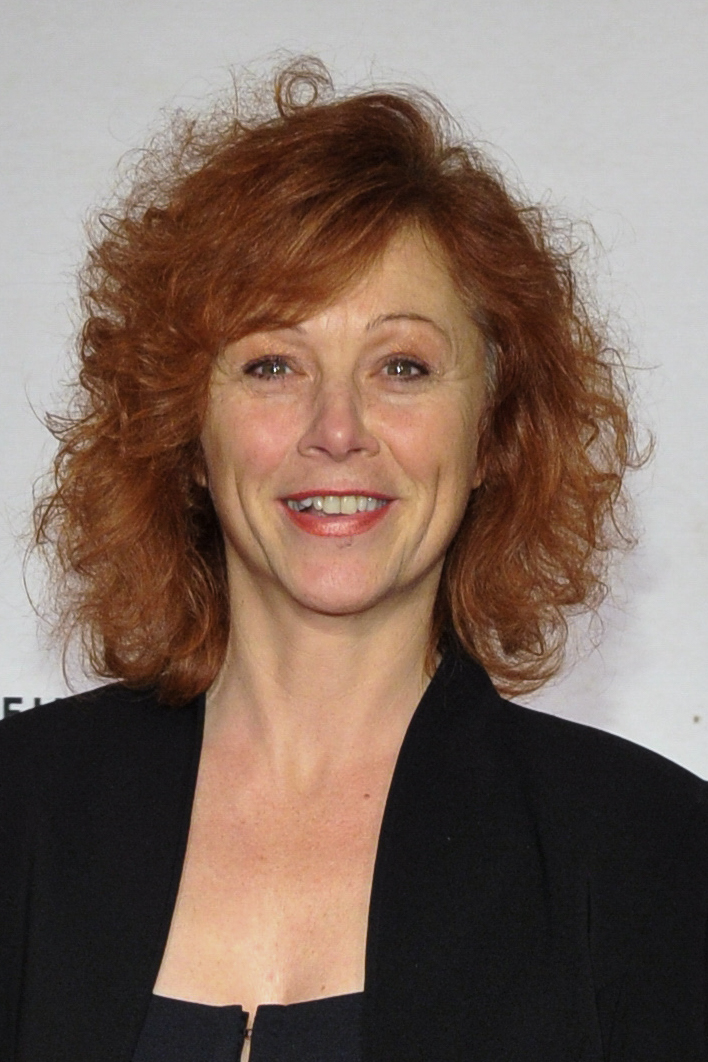
Heike Trinker (2014)

Heike Trinker (auch Heike Brentano; * 17. Juni 1961 in Nortorf) ist eine deutsche Schauspielerin.

## Leben
Heike Trinker studierte von 1980 bis 1986 Theologie in Bielefeld, Marburg und Heidelberg. Ihre Schauspielausbildung absolvierte sie von 1986 bis 1989 an der Hochschule für Musik und Darstellende Kunst Frankfurt am Main.
Vom Februar 2002 bis zum April 2005 spielte sie in der Soap Verbotene Liebe die Rolle der Sylvia Jones. Während dieser Zeit nannte sie sich „Heike Brentano“. Ein Jahr später kehrte sie für zwei Folgen in die Serie zurück. 2006 war sie in der ARD-Telenovela Das Geheimnis meines Vaters als Ingrid Kämpe zu sehen. Von Oktober 2008 bis Juni 2009 verkörperte sie in der ARD-Telenovela Sturm der Liebe die Rolle der Dr. Evelyn Konopka. Nach einem Gastauftritt im November 2009 (Folge 840) spielte sie ab Mai 2010 (Folge 932) im Nebencast von Alles was zählt als Claudia Bergmann mit. Von Oktober 2010 bis Juli 2011 war Heike Trinker im Hauptcast der täglichen Serie.
Von 2012 bis 2014 stand sie regelmäßig als Marlene Berger in der TV-Reihe Stubbe – Von Fall zu Fall an der Seite von Wolfgang Stumph vor der Kamera. Auch in den nachfolgenden Stubbe-Specials, Stubbe – Tod auf der Insel (2018), Stubbe – Tödliche Hilfe (2021), Stubbe – Ausgeliefert (2022) und Stubbe – Familie in Gefahr (2025) gehörte sie als Stubbes Lebensgefährtin mit zur Besetzung.
Unter der Regie von Dominik Graf spielte sie im Tatort: Der rote Schatten (2017). Als Borowskis Ex-Frau Gabrielle Borowski war sie im Tatort: Borowski und das Haus der Geister (2018), als Besitzerin eines Juweliergeschäfts im Münsteraner Tatort: Väterchen Frost (2019) und als Ehefrau von Jenny Schily im Tatort: National feminin (2020) zu sehen. Außerdem spielte sie in Das Weihnachtsschnitzel und in Meine Mutter raubt die Braut.
Als Patin ist Heike Trinker für „fair feels good“ tätig und setzt sich für das Ahrtal ein.

## Filmografie (Auswahl)
- 1995: Elf Stunden im April
- 1998: Mahlzeit
- 1999: Frederick
- 1999: Was de Leid verzahle
- 2000: Engel & Joe
- 2002–2006: Verbotene Liebe
- 2005: Tatort: Erfroren
- 2006: Ein Fall für zwei (Fernsehserie, Folge: Perfekter Irrtum)
- 2006: Tatort: Das letzte Rennen
- 2006: Bloch (Fernsehreihe, Folge: Der Mann im Smoking)
- 2006: SOKO Leipzig (Fernsehserie, Folge: Mein Freund)
- 2006: SOKO Köln (Fernsehserie, Folge: Der Tote im Wald)
- 2006: Das Geheimnis meines Vaters
- 2007: Code 21
- 2007: Beim nächsten Tanz wird alles anders
- 2007: Angie (Fernsehserie, Folge: Schmeckt nicht, gibt's doch!)
- 2007: Das Gelübde
- 2007: Stolberg (Fernsehserie, Folge: Toter Engel)
- 2008: Rennschwein Rudi Rüssel (Fernsehserie, Folge: Rudi geht zur Schule)
- 2008–2009: Sturm der Liebe (Fernsehserie)
- 2009–2011; 2014: Alles was zählt (Fernsehserie)
- 2010: Tod in Istanbul
- 2010: Garmischer Bergspitzen (Fernsehfilm)
- 2011: Pastewka (Fernsehserie, Folge: Die Laudatio)
- 2011: Danni Lowinski (Fernsehserie, Folge: Komaheirat)
- 2012–2014: Stubbe – Von Fall zu Fall (Fernsehreihe)
- 2012: Wilsberg: Halbstark
- 2012: Stolberg (Fernsehserie, Folge: Trance)
- 2012: Invasion
- 2013: Stralsund – Tödliches Versprechen (Fernsehreihe)
- 2013: Der letzte Bulle (Fernsehserie, Folge: Feuer und Flamme)
- 2014: Ein Sommer in Island
- 2015: Der Staatsanwalt (Fernsehserie, Folge: Tödlicher Ehrgeiz)
- 2015: Das Traumschiff (Fernsehserie, Folge: Kanada)
- 2015: Der Lehrer (Fernsehserie, Folge: Deine DNS, Dein Job)
- 2015: Helen Dorn – Bis zum Anschlag (Fernsehreihe)
- 2016: Heldt (Fernsehserie, Folge: Kunstfreunde)
- 2016: Inga Lindström – Gretas Hochzeit
- 2016: Wilsberg – In Treu und Glauben
- 2016: Rentnercops (Fernsehserie, Folge: Der Kommissar)
- 2017: SOKO Köln (Fernsehserie, Folge: Der Stinker)
- 2017: Tatort: Der rote Schatten
- 2018: Familie Dr. Kleist (Fernsehserie, Folge: Abschiedsblues)
- 2018: In aller Freundschaft (Fernsehserie, Folge: Alle guten Geister)
- 2018: Tatort: Borowski und das Haus der Geister
- 2021: Stubbe – Von Fall zu Fall: Tod auf der Insel
- 2019: Matula – Tod auf Mallorca
- 2019: Bettys Diagnose (Fernsehserie; Folge: Gute Freunde)
- 2019: Die Füchsin – Schön und tot
- 2019: Väter allein zu Haus: Gerd
- 2019: Tatort: Väterchen Frost
- 2020: Sekretärinnen – Überleben von 9 bis 5 (Folge: Die letzte Prüfung)
- 2020: Merz gegen Merz (Fernsehserie)
- 2020: Tatort: National feminin
- 2020: Daheim in den Bergen – Väter (Fernsehreihe)
- 2020: Notruf Hafenkante (Fernsehserie; Folge: Die zauberhafte Adinda)
- 2021: Stubbe – Von Fall zu Fall: Tödliche Hilfe (Fernsehreihe)
- 2021: Rosamunde Pilcher – Stadt, Land, Kuss
- 2022: Der Amsterdam-Krimi – Das Mädchen ohne Namen (Fernsehreihe)
- 2022: Der Amsterdam-Krimi – Der Tote aus dem Eis (Fernsehreihe)
- 2022: Geborgtes Weiß
- 2022: Bettys Diagnose (Fernsehserie; Folge: Unerwartet)
- 2022: Mord mit Aussicht (Fernsehserie)
- 2022: Freundschaft auf den zweiten Blick (Fernsehfilm)
- 2022: Meine Mutter raubt die Braut (Fernsehreihe)
- 2022: Das Weihnachtsschnitzel (Fernsehreihe)
- 2022: Stubbe – Von Fall zu Fall: Ausgeliefert (Fernsehreihe)
- 2023: Stralsund: Kaltes Blut (Fernsehreihe)
- 2024: SOKO Stuttgart (Fernsehserie, Folge: 1988)
- 2024: In aller Freundschaft (Fernsehserie, Folge: Fluchten)
- 2025: Der Bergdoktor (Fernsehserie, Folge Wechselwirkungen)
- 2025: Stubbe – Von Fall zu Fall: Familie in Gefahr (Fernsehreihe)

## Theater
- Essen (in Maria Stuart)
- Aachen (in Amphitryon)
- Bochum (in Das kalte Herz)
- Hannover (in Nathan der Weise)
- Saarbrücken (in Mephisto und Macbeth)
- Frankfurt am Main (in Gefährliche Liebschaften)
- Bielefeld (in Kabale und Liebe und Emilia Galotti)
- Konstanz (in Pterodactylus, Medea, Fräulein Julie, Triumph der Liebe und Was ihr wollt)
- Konstanz (in Midsummernights Sexcomedy, Carmen, Was ihr wollt, Triumph der Liebe, Fräulein Julie und Medea)
- Trier (in Medea)
- Düsseldorf (in Sextett)
- Bad Vilbel (in Gefährliche Liebschaften)
- Koblenz (in Elementarteilchen)
- Moers (in Under-Cover)
- Mayen (in Ronja Räubertochter und Kabale und Liebe)